# Souprava metra 81-71M
Souprava metra 81-71M je modernizovaná verze vozů 81-717/714 používaná v pražském metru. Vozy modernizovala v letech 1996–2011 firma Škoda Transportation (původně Škoda Dopravní technika) v Plzni, prototyp vznikl ve spolupráci s ČKD Tatra. Modernizováno bylo celkem 93 pětivozových souprav: 41 pro linku A a 52 pro linku B.

## Vznik a vývoj

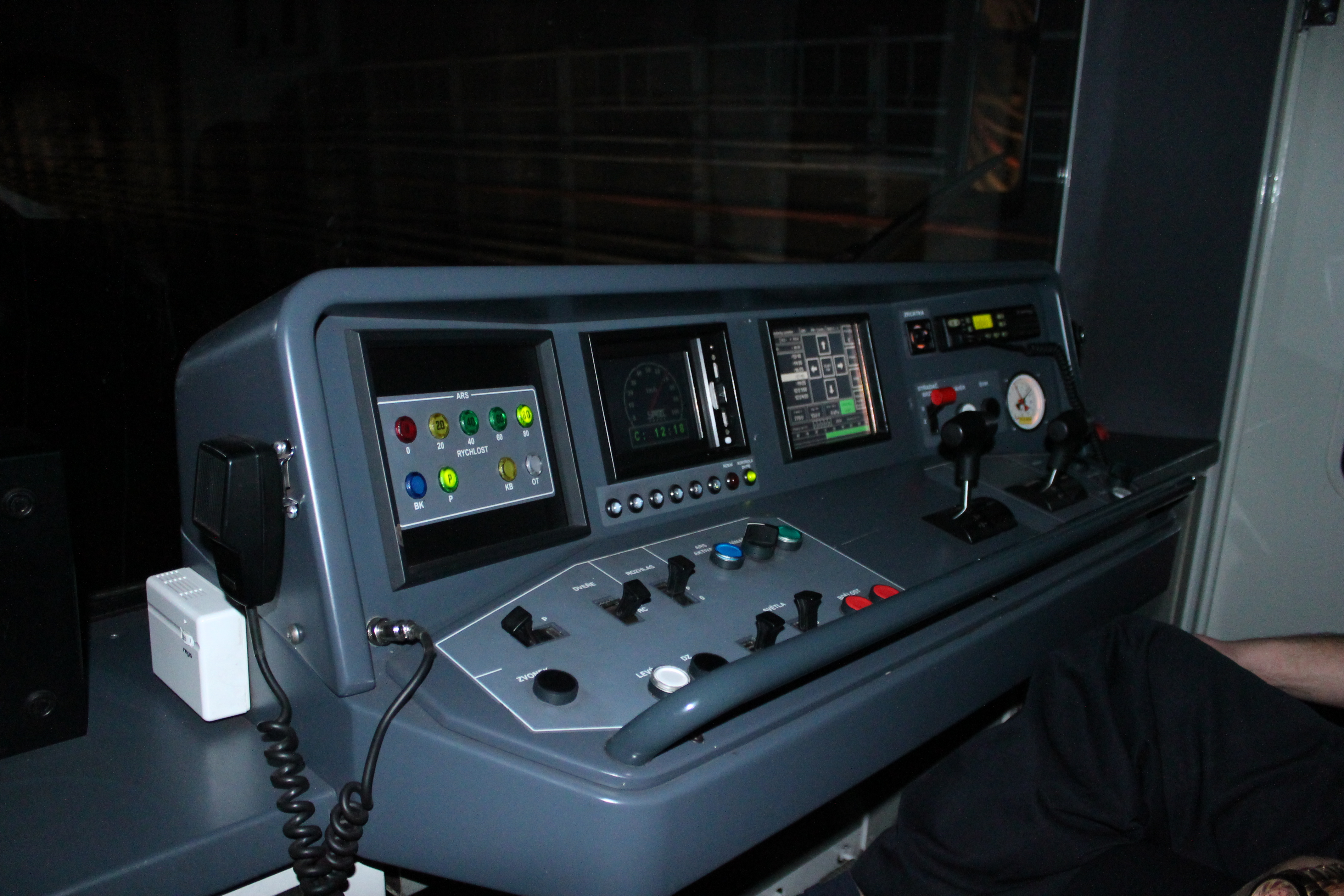
Řídicí stanoviště soupravy s vlakovým zabezpečovačem ARS

Po sametové revoluci bylo jasné[zdroj?], že vozový park pražského metra rychle dosluhuje. Provoz zajišťovaly zastaralé[zdroj?] sovětské vozy 81-717/714 nebo ještě starší nevýkonné[zdroj?] vozy Ečs, které špatně snášely sklonově náročné tratě. Bylo potřeba zajistit moderní vozidla nepoznamenaná zastaralostí sovětské koncepce, avšak nebylo ve finančních možnostech Dopravního podniku, potažmo města Prahy nakoupit stovky nových vozů pro celou síť. Tak byla jako kompromisní řešení na několik desítek let zvolena modernizace části stávajících vozů. 
V roce 1994 byla odvezena do firmy Škoda Dopravní technika první pětivozová souprava 81-717/714. V principu se modernizace prováděla tak, že se vůz odstrojil a na místo starých komponent se vložily nové díly. První modernizovaná souprava, vzniklá ve spolupráci s pražskou ČKD Tatra, přijela 1. května 1996 z Plzně do Prahy. Po množství zkoušek byla od února 1998 vypravována na zkušební jízdy s cestujícími na trase C. První sériově modernizované soupravy (už bez přispění ČKD) byly do Prahy dodány v roce 2000, roku 2001 byl prototypový vlak upraven do sériového provedení. V letech 1996–2011 bylo na typ 81-71M modernizováno celkem 93 pětivozových souprav 81-717/714, které zajišťují dopravu na linkách A a B.
Čelní motorové vozy s kabinami strojvedoucího a akumulátorovými bateriemi jsou typově označeny jako Škoda 2Mt, prostřední motorový vůz každé soupravy s akumulátorovými bateriemi má označení Škoda 3Mt a druhý a čtvrtý motorový vůz každé soupravy s kompresorovým soustrojím je označen jako Škoda 4Mt.

## Nátěr
Původní soupravy 81-717/714 byly opatřeny šedým nátěrem s červenými dveřmi se žlutými šipkami. Z toho se vycházelo i u modernizovaných vozů. První byl také bílý, ale nově byly touto barvou natřeny zčásti i dveře. O nedlouho později se ale Dopravní podnik hl. m. Prahy rozhodl pro změnu a všechny další soupravy mají nátěr bílošedý: spodní část soupravy je bílá, zbytek šedý a horní část dveří červená; pod střechou a na spodní bílé části vede po délce vozu červený pruh.

## Použití vozů

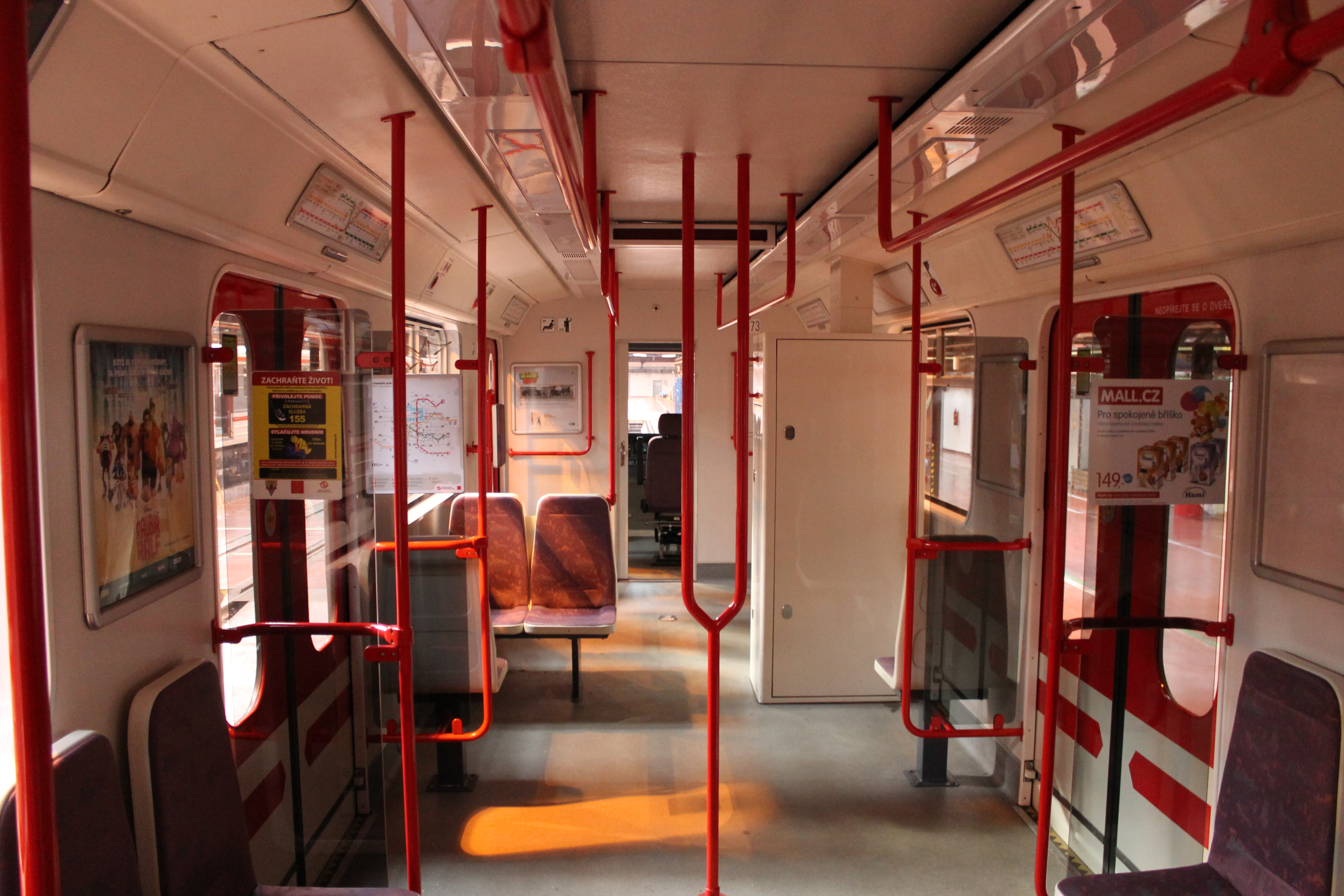
Interiér čelního vozu 2Mt

Na trase C bylo prvních 7 souprav 81-71M v dubnu 2005 vystřídáno novými soupravami M1. 81-71M jsou tak v provozu na trase A (25 souprav rekonstruovaných v letech 2001–2004) a od května 2006 i na trase B (22 souprav rekonstruovaných v letech 2005–2007 a sedm souprav převedených z trasy C), kde jsou vybaveny vlakovým zabezpečovačem ARS sovětské konstrukce (soupravy 81-71 MARS – původní soupravy z linky C a 81-71 BARS – nově dodané pro linku B). Od roku 2009, kdy byly vyřazeny poslední zbývající soupravy 81-717/714, je linka B provozována pouze soupravami 81-71M.